# HMS Stonehenge (P232)
Pour les articles homonymes, voir Stonehenge (homonymie).
Le HMS Stonehenge (Pennant number : P232) est un sous-marin britannique de classe S du troisième lot, construit pour la Royal Navy pendant la Seconde Guerre mondiale. Il faisait partie des unités construites entre 1941 et 1944 par les Britanniques pour des opérations offensives. Terminé en 1943, il effectue sa première patrouille au large de la Norvège et est ensuite transféré en Extrême-Orient, où il effectue deux patrouilles de guerre au cours desquelles il coule deux navires japonais. Lors de sa seconde patrouille, le HMS Stonehenge disparut corps et biens et fut déclaré manquant le 20 mars 1944. La cause la plus probable de son naufrage est qu’il a heurté une mine, mais son épave n’a jamais été retrouvée.

## Conception
Les sous-marins de la classe S ont été conçus pour patrouiller dans les eaux resserrées de la mer du Nord et de la mer Méditerranée. Les navires du troisième lot étaient légèrement agrandis et améliorés par rapport à ceux du deuxième lot. Ils avaient une coque plus solide, transportaient plus de carburant, et leur armement était modernisé.

Schéma d'un sous-marin de classe S.

Ces sous-marins avaient une longueur hors tout de 66,1 mètres (217 pieds), une largeur de 7,2 m (23 pieds 9 pouces) et un tirant d'eau de 4,5 m (14 pieds 8 pouces). Leur déplacement était de 879 tonnes en surface et 1 006 tonnes en immersion. Les sous-marins de la classe S avaient un équipage de 48 officiers et matelots. Ils pouvaient plonger jusqu'à la profondeur de 91,4 m (300 pieds) .
Pour la navigation en surface, ces navires étaient propulsés par deux moteurs Diesel de 950 ch (708 kW), chacun entraînant un arbre et une hélice distincte. En immersion, les hélices étaient entraînées par un moteur électrique de 650 ch (485 kW). Ils pouvaient atteindre 15 nœuds (28 km/h) en surface et 10 nœuds (19 km/h) en plongée . En surface, les sous-marins du troisième lot avaient une autonomie en surface de 6 000 milles marins (11 000 km) à 10 nœuds (19 km/h), et en plongée de 120 milles (220 km) à 3 nœuds (5,6 km/h).
Ces navires étaient armés de sept tubes lance-torpilles de 21 pouces (533 mm) dont six à la proue et un tube externe à la poupe. Ils transportaient six torpilles de recharge pour les tubes d’étrave, pour un total de treize torpilles. Douze mines pouvaient être transportées à la place des torpilles intérieurement arrimées. Les navires étaient aussi armés d'un canon de pont de 3 pouces (76 mm).
Les navires du troisième lot de la classe S étaient équipés d’un système ASDIC de type 129AR ou 138 et d’un radar d’alerte avancée de type 291 ou 291W .

## Engagements
Le HMS Stonehenge a été commandé le 3 août 1941, dans le cadre du Programme naval de 1941. Il a été construit par le chantier naval Cammell Laird à Birkenhead. Sa quille a été posée le 4 avril 1942, et il a été lancé le 23 mars 1943. Le 12 juin 1943, le HMS Stonehenge, sous le commandement du lieutenant David Stuart McNeile Verschoyle-Campbell, appareilla pour Holy Loch, où il fut admis au service actif dans la Royal Navy trois jours plus tard,. Il a été nommé ainsi d’après le monument préhistorique de Stonehenge. Il était le deuxième navire de la Royal Navy à porter ce nom. Et de fait, son insigne représentait le soleil se levant (ou se couchant) dans l’alignement d’une des portes mégalithiques du célèbre monument.
Après s’être entraîné dans plusieurs zones portuaires, le HMS Stonehenge quitte Lerwick le 10 septembre 1943 pour patrouiller au large de la Norvège. Il termine à sa patrouille deux semaines plus tard sans avoir vu aucun navire. Il quitte alors la Grande-Bretagne le 5 novembre et rallie Gibraltar, Beyrouth et Port-Saïd, puis il franchit le canal de Suez, faisant escale à Aden et Colombo avant d’arriver à Trincomalee, à Ceylan, le 23 janvier 1944.
Le 1er février 1944, le HMS Stonehenge quitte Trincomalee pour sa deuxième patrouille de guerre. Quatre jours plus tard, il tire deux torpilles sur le navire marchand japonais Koryo Maru no 2, mais les torpilles sont passées sous le navire. Le sous-marin a alors fait surface et a coulé le navire avec son canon de pont. Le 7 février, le bateau a déposé un groupe de débarquement à Lem Hua Krung Yai, Siam, puis il a torpillé et coulé le mouilleur de mines japonais Choko Maru à l’ouest de la Malaisie cinq jours plus tard. Le HMS Stonehenge a terminé sa patrouille le 18 février.

### Perte
Le 25 février 1944, le HMS Stonehenge quitte le port pour patrouiller au nord du détroit de Malacca et au large des îles Nicobar dans l’océan Indien. Il n’est jamais revenu de sa patrouille et a été déclarée manquant le 20 mars. Il est probable qu’il a heurté une mine, bien qu’un accident ait aussi pu être la cause de sa perte. Son épave n’a jamais été retrouvée,.